# もう一度君に、プロポーズ
『もう一度君に、プロポーズ』（もういちどきみに、プロポーズ）は、2012年4月20日から6月22日まで毎週金曜日22:00 - 22:54に、TBS系の「金曜ドラマ」枠で放送された日本のテレビドラマ。主演は竹野内豊。

## 概要
主人公・波留の妻、可南子は病に倒れ、身体は回復に向かうが原因不明の症状で波留に出会ってからの5年間の記憶が欠落してしまう。
波留の想いが届き、可南子は再び愛することが出来るのか。ゼロから恋愛をスタートさせる夫婦の絆の再生をテーマとした純愛物語。
キャッチコピーは「人生二度目のプロポーズは、僕を忘れた妻に。」

## キャスト

### 主要人物
宮本 波留（みやもと はる）〈38〉
演 - 竹野内豊（少年期：佐野代吉）
ミズシマオート整備士。記憶が戻らない妻が焦りを見せ、迷惑を掛けるからという理由で実家に帰ってしまう。
自らの腑甲斐無さに落胆する。偶然に妻の日記を発見し、ある決意を心に誓う。
宮本 可南子（みやもと かなこ）〈36〉
演 - 和久井映見
旧姓：谷村。図書館司書。くも膜下出血で倒れ波留と出会う以前に記憶が戻ってしまう。医者には心因性の症状ではないかと診断を受ける。

### 宮本家の家族
谷村 裕樹（たにむら ゆうき）〈26〉
演 - 山本裕典
K&B Foods第一営業部社員。可南子の弟。姉を心配し、記憶が戻らないのなら母親の元で暮らした方が幸せなのではと波留に話す。
波留に対し表向きは友好的に接しているが、実際には複雑な感情を抱いており、姉の結婚相手としては不向きであると考えている。
増山 志乃（ますやま しの）〈25〉
演 - 市川由衣
派遣社員。彼氏の裕樹と同じ職場で働いている。結婚したい気持ちがあるが煮え切らない態度を取る裕樹に不安の色を隠せないでいる。
谷村 万里子（たにむら まりこ）〈60〉
演 - 真野響子
可南子の母親。パート勤務。夫は他界し、息子の裕樹と暮らしている。
宮本 太助（みやもと だいすけ）〈73〉
演 - 小野寺昭
波留と離れて暮らす父親。息子とは血が繋がっておらず、養子として迎え入れる。明るい性格で、可南子の記憶が戻らないなら自分にも付き合うチャンスがあるのではないかとおどけて話す。

### ミズシマオート
吉城 桂（よしき かつら）〈24〉
演 - 倉科カナ
整備士。ゲーム好き。オンラインゲームで婚活しているが真面目な男性と出会えないのが悩みである。
進藤 松二（しんどう しょうじ）〈24〉
演 - 松下洸平
新人整備士。先輩に生意気な態度を取る。仕事が出来る波留に憧れを抱く。
蓮沼 茂利（はすぬま しげとし）〈60〉
演 - 渡辺哲
ミズシマオートの熟練整備士。
水嶋 さとこ（みずしま さとこ）〈50〉
演 - 山野海
社長の妻。事務員。
川崎 良太郎（かわさき りょうたろう）〈30〉
演 - 久松龍一
営業担当。
水嶋 哲夫（みずしま てつお）〈52〉
演 - 光石研
社長。整備士として腕の良い波留を信頼している。

### 北区立中央図書館
佐伯 美奈（さえき みな）〈28〉
演 - 橋本真実
司書。仕事が出来ない橘を厳しく指導する。
橘 雅斗（たちばな まさと）〈22〉
演 - 入江甚儀
司書。仕事の物覚えが悪く、可南子に頼る。
大橋 知典（おおはし とものり）〈49〉
演 - 杉本哲太
館長。5年前は安心して新しい仕事を任せられる優秀な職員だったと話し、可南子に職場復帰を打診する。

### その他
三田 力（みた つよし）
演 - 三浦力
ミズシマオート社員ら行きつけの居酒屋店長。
三田 綾奈（みた あやな）
演 - 丸高愛実
旧姓：佐藤。居酒屋店長の妻。
長谷川 幸一（はせがわ こういち）
演 - 小久保寿人
裕樹の先輩社員。自分より早くチャンスを掴んだ裕樹に劣等感を抱き、見下した様子で嫌味を言い、中傷する。
梅津 雄三（うめづ ゆうぞう）
演 - モロ師岡
蕎麦屋店主。波留と可南子の想い出の赤い車の持ち主。年代が古く、維持していくのが大変だから廃車にして欲しいとミズシマオートへ相談に訪れる。
古内 美緒（ふるうち みお）
演 - 中込佐知子
可南子の同級生。可南子の記憶の中ではキャリアウーマンとして第一線で働いていると思っていたが、子供を授かり会社を退社していた。
野々村 繭子（ののむら まゆこ）
演 - 野上智加
可南子の同級生。可南子の記憶の中では結婚し幸せな家庭を築いていると思っていたが、会社を新しく立ち上げ忙しく働いていた。
八木 げんた（やぎ げんた）
演 - 石井テルユキ
一哉、可南子の同級生。
崎野 一哉（さきの かずや）
演 - 袴田吉彦
可南子の同級生で元彼。同窓会で久し振りに再会する。
西園 晶子（にしぞの あきこ）
演 - 朝加真由美
波留の実母で、フラワーショップ「はな咲えん」店員。幼い波留を太助の元へ預け、それから一度も息子に会っていない。

## スタッフ
- 脚本 - 桐野世樹、山上ちはる、武井彩
- 脚本協力 - 桐野世樹、武井彩
- 音楽 - 村松崇継
- 演出 - 村上正典、木下高男
- 主題歌 - JUJU「ただいま」（ソニー・ミュージックアソシエイテッドレコーズ）
- 音楽コーディネーター - 溝口大悟
- 医療監修 - 宮崎一秀（至誠会第二病院）、佐々木理恵、渡邉絵美
- 自動車整備監修 - 小林和夫
- 自動車監修 - 渡会一秀、東京工科自動車大学校
- 劇用車輛 - PAMS、オートサークル、ヨシノ自販
- CG - 豊直康、塚田均
- 演出補 - 倉木義典
- プロデューサー補 - 久保田育美
- ラインプロデューサー - 齋藤理恵子
- プロデュース - 森安彩
- 製作 - 共同テレビ、TBS

## 放送日程
| 各話                                                      | 放送日        | サブタイトル                                              | 脚本                | 演出     | 視聴率 |
| --------------------------------------------------------- | ------------- | --------------------------------------------------------- | ------------------- | -------- | ------ |
| 第1話                                                     | 2012年4月20日 | ゼロから始める夫婦のピュアラブストーリー!                 | 桐野世樹            | 村上正典 | 08.8%  |
| 第2話                                                     | 2012年4月27日 | 夫の恋始まる…葛藤する妻                                   | 桐野世樹            | 村上正典 | 08.3%  |
| 第3話                                                     | 2012年5月04日 | 優しさの痛み                                              | 桐野世樹            | 木下高男 | 08.3%  |
| 第4話                                                     | 2012年5月11日 | 急展開!知らなかった妻の秘密が明らかに                     | 山上ちはる          | 村上正典 | 08.3%  |
| 第5話                                                     | 2012年5月18日 | 嫉妬と罪悪感                                              | 桐野世樹            | 木下高男 | 09.0%  |
| 第6話                                                     | 2012年5月25日 | 別れの時〜壊れた絆…ついに夫婦生活に終止符〜               | 桐野世樹 武井彩     | 村上正典 | 08.4%  |
| 第7話                                                     | 2012年6月01日 | 孤独な夜〜過去には戻れない二人                            | 山上ちはる 桐野世樹 | 木下高男 | 08.4%  |
| 第8話                                                     | 2012年6月08日 | 始まりと終わりが重なる時…辿り着く答えは…?                 | 桐野世樹            | 村上正典 | 08.8%  |
| 第9話                                                     | 2012年6月15日 | 最後の思い出〜大切な人の笑顔…そして、涙                   | 桐野世樹            | 木下高男 | 10.0%  |
| 最終話                                                    | 2012年6月22日 | ついに、人生二度目のプロポーズ!ありったけの愛を込めて君に | 桐野世樹            | 村上正典 | 07.9%  |
| 平均視聴率 8.6%（視聴率は関東地区・ビデオリサーチ社調べ） |               |                                                           |                     |          |        |

- 初回視聴率では同枠では『歌姫』以来となる一桁台となった。
- 第6話は「2012ロンドンオリンピックバレーボール世界最終予選女子 日本×キューバ」中継延長のため22:50 - 23:44の放送。